# Gengeliczki Gergő
Gengeliczki Gergő (Budapest, 1993. június 8. –) magyar labdarúgó, a Sényő hátvédje.

## Pályafutása
Gengeliczki Gergő a Magyar Futball Akadémián nevelkedett, de nem lépett pályára az első csapatban. 2013-ban az akkor élvonalbeli Nyíregyháza színeiben mutatkozott be az NB I-ben, ahol a 2014–15-ös szezonban tíz mérkőzésen lépett pályára. 2015 januárjában Mezőkövesdre került kölcsönbe. Itt hét bajnokin egyszer volt eredményes az NB II-ben, de szerződése lejárt Nyíregyházán és a Dunaújvároshoz került. Itt az őszi szezonban 10 bajnokin lépett pályára a másodosztályban, majd a Soroksárhoz írt alá. A 2016–17-es szezonban 37 bajnokin lépett pályára és három gólt szerzett, 2017 nyarán pedig az MTK igazolta le. A 2017–18-as szezonban bajnoki címet ünnepelhetett a csapattal a másodosztályban, a 2018–19-es élvonalbeli idényben 19 bajnokin jutott játéklehetőséghez. 2019 nyarán a másodosztályú Győri ETO szerződtette.

## Sikerei, díjai
Nyíregyháza
- NB II
  - bajnok: 2013–14, 2023–24

 MTK Budapest
- NB II
  - bajnok: 2017–18